# Ганс Вінклер
Ганс Карл Альберт Вінклер (нім. Hans Karl Albert Winkler; 23 квітня 1877 — 22 листопада 1945) — німецький біолог, професор ботаніки.

## Біографія
Ганс Вінклер народився 23 квітня 1877 року у Ошаці, Саксонія.
Він навчався в середній школі у Фрайберзі, а згодом у Лейпцигу.
У 1906 році отримав посаду професора ботаніки у Тюбінгенському університеті, а з 1912 року став професором ботаніки Гамбурзького університету та директором університетського інституту ботаніки.
У 1908 році впровадив термін «химера», у 1916 році — термін «гетероплоїдія», а у 1920 році — термін «геном» для гаплоїдного набору хромосом.
Вінклер також працював у Неапольському університеті, де він досліджував фізіологію водоростей Бріопсідеї.
У 1937 році Вінклер став членом НСРПН.
Помер Ганс Вінклер 22 листопада 1945 у Дрездені.

## Наукові праці
- Über Parthenogenesis und Apogamie im Pflanzenreich. // Prog. Rei. Bot. 4/1908, S. 293—454
- Solanum tubingense, ein echter Pfropfbastard zwischen Tomate und Nachtschatten. // Berichte der Deutschen Botanischen Gesellschaft 26a/1908, S. 595—608
- Verbreitung und Ursache der Parthenogenesis im Pflanzen- und Tierreiche. Fischer, Jena 1920
- Über die Rolle von Kern und Protoplasma bei der Vererbung. // Zeitschrift für induktive Abstammungs- und Vererbungslehre 33/1924, S. 238—253
- Die Konversion der Gene: Eine vererbungstheoretische Untersuchung. Fischer, Jena 1930